# Esox
Esox – rodzaj słodkowodnych ryb szczupakokształtnych z rodziny szczupakowatych (Esocidae).

## Zasięg występowania
Półkula północna. W zapisie kopalnym znane są z paleocenu Kanady (E. tiemani, około 62 mln lat temu). Od późnego miocenu licznie występowały w Eurazji.

## Klasyfikacja

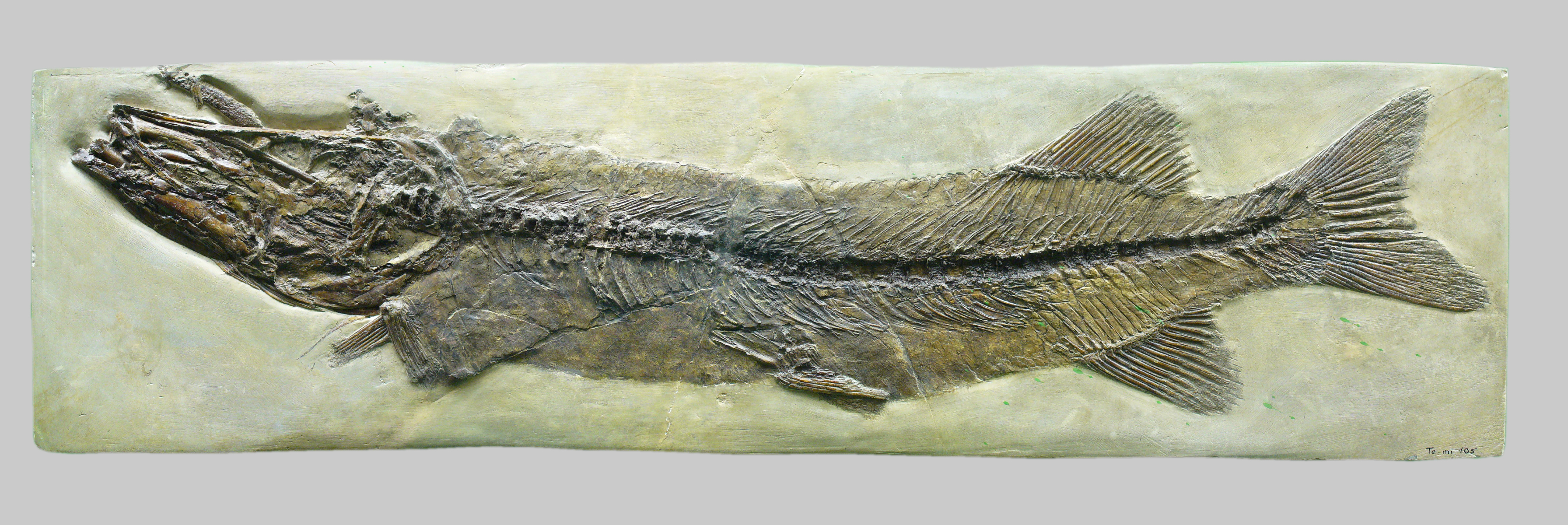
Esox lepidotus

Takson opisany przez Karola Linneusza w 1758. Gatunkiem typowym jest Esox lucius.
Współcześnie żyjące gatunki zaliczane do tego rodzaju:
- Esox americanus
- Esox aquitanicus
- Esox cisalpinus
- Esox lucius – szczupak pospolity[5], szczupak[5]
- Esox masquinongy – szczupak amerykański[6]
- Esox niger – szczupak czarny[7]
- Esox reichertii – szczupak amurski[8]

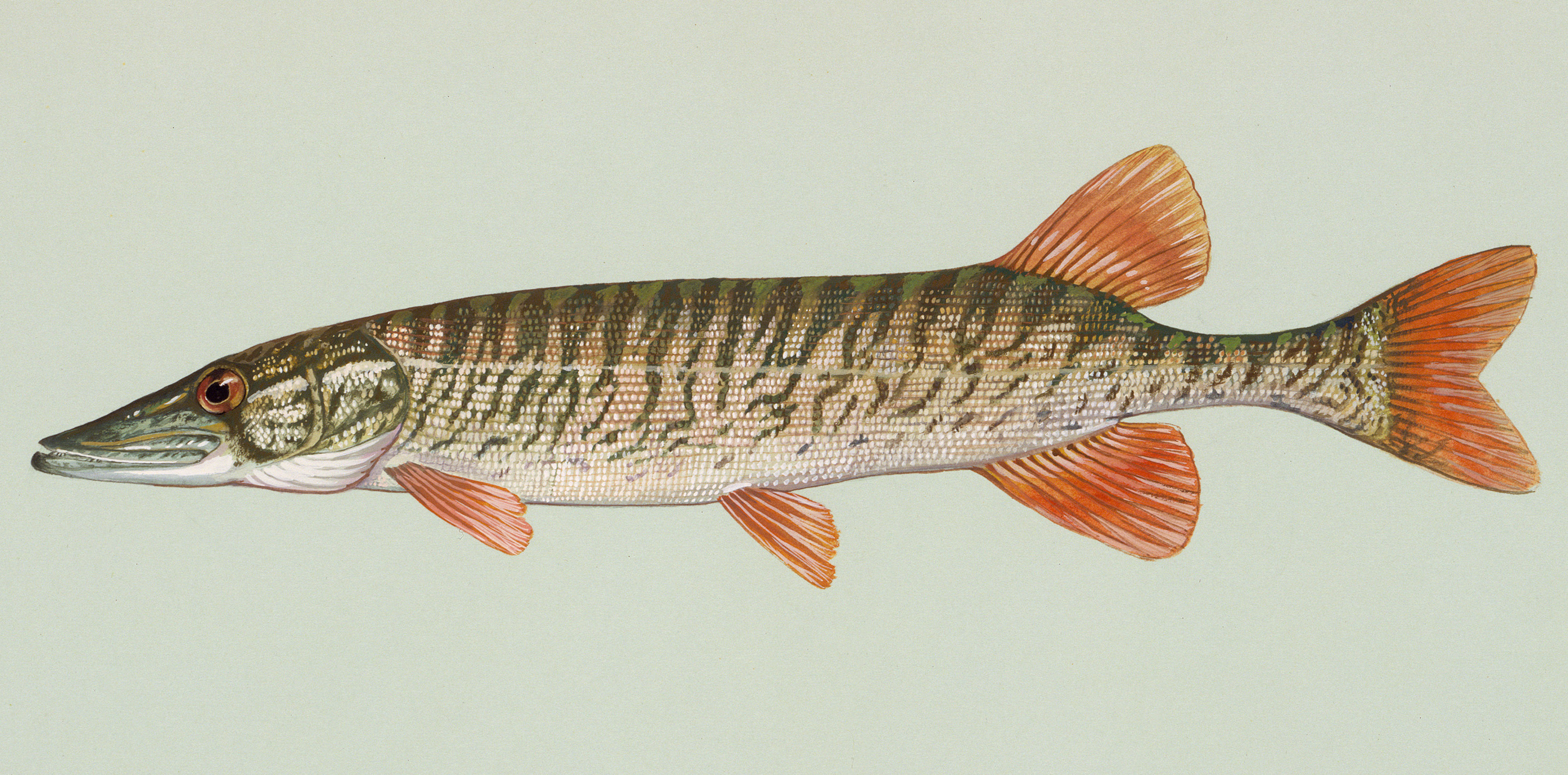
Esox americanus
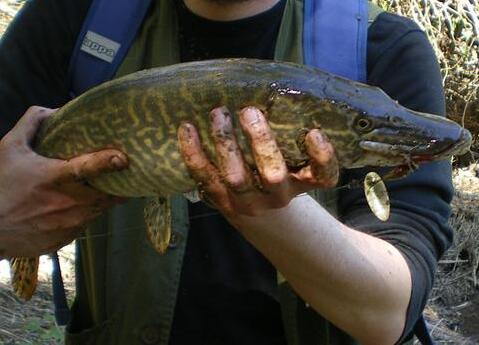
Esox cisalpinus
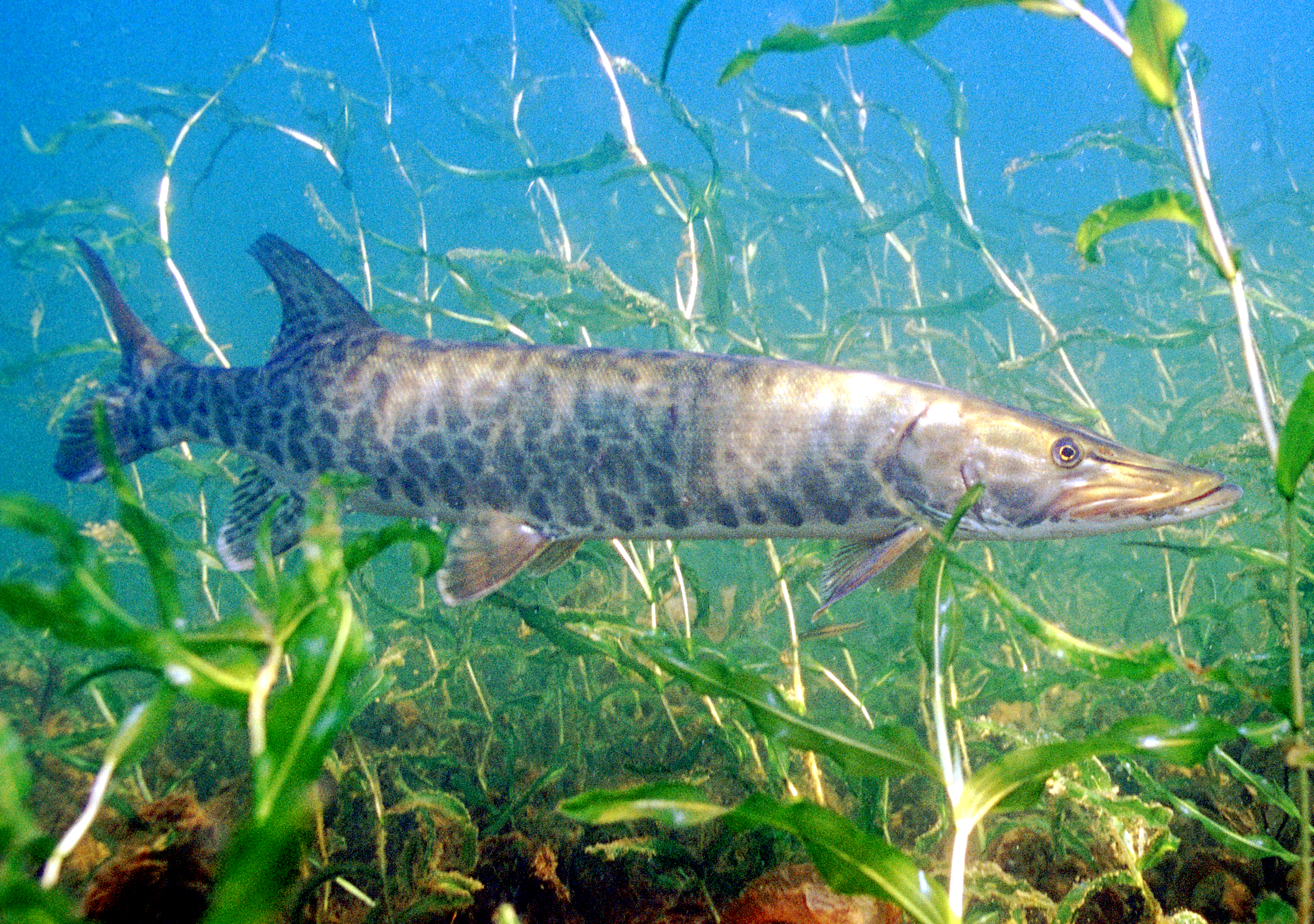
Esox masquinongy
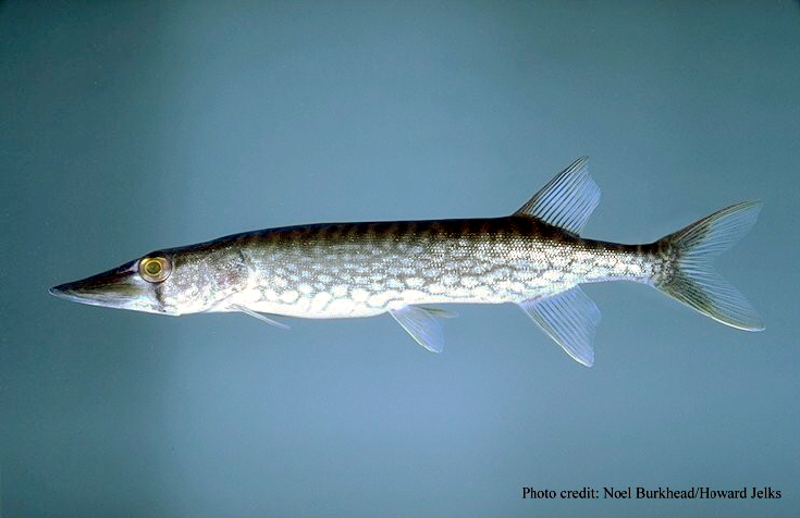
Esox niger
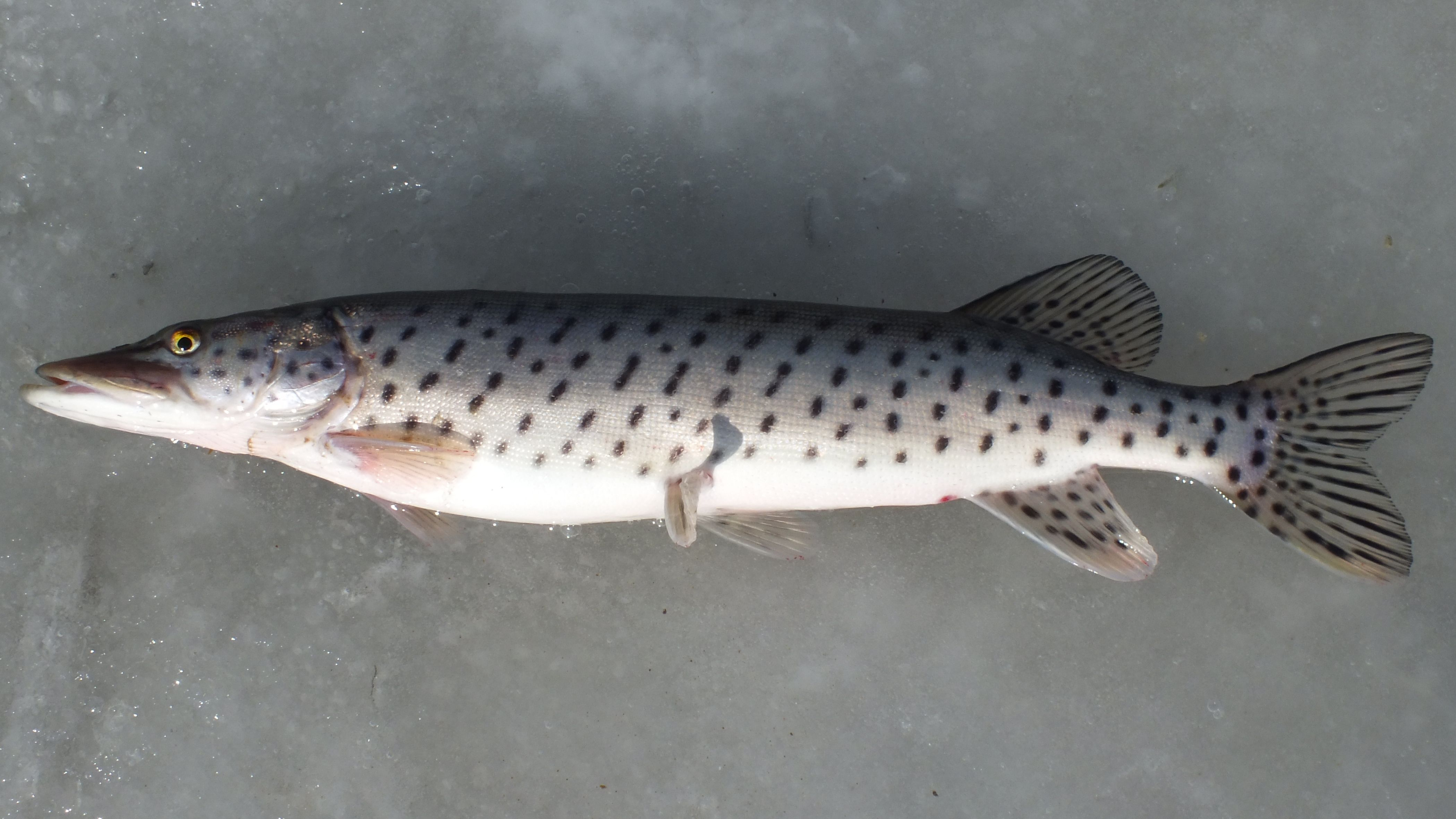
Esox reichertii

Gatunki wymarłe
- †Esox columbianus[4]
- †Esox lepidotus[9]
- †Esox kronneri[3]
- †Esox moldavicus[4]
- †Esox nogaicus[4]
- †Esox sibiricus[4]
- †Esox tiemani[3]

- Esox lepidotus